# Registre national de conservation des ressources génétiques animales
Le Registre national de conservation des ressources génétiques animales (en chinois 国家级畜禽遗传资源保护名录) est un registre tenu par le ministère de l'agriculture de la République populaire de Chine (en) en vue de répertorier, conserver et soutenir les races animales de rente menacées de disparition. Il compte principalement des races de porc, de poulet, de canard, d'oie, de mouton et de bovin, ainsi que quelques chevaux, ânes, rennes, chiens et abeilles.